# Войцехівський Євген Вікторович
Євге́н Ві́кторович Войцехі́вський (нар. 16 липня 1979, Кам'янка, УРСР — пом. 7 липня 2014, Щастя, Україна) — командир підрозділу «Холодний яр», боєць батальйону Айдар. Кавалер ордена «За мужність» III ступеня.

## Життєпис
Народився у місті Кам'янка, згодом сім'я переїхала на проживання до Сміли.
Навчався у гімназії імені Сенатора.
У юнацькому віці був членом Спілки Української Молоді в Україні, яку свого часу очолював його батько — Віктор.
Військова служба:
- в/ч 63148 в Богодухові, з червня 1998 до листопада 1999
- в/ч А3648 в квітні-травні 2000-го; в квітні 2000 року присвоєне звання молодшого сержанта за контрактом.

В різні часи представляв футбольні клуби Сміли (колишній «Локомотив»), Кам'янку та команди Черкащини, в тому числі молодіжне «Дніпро».
Дружина Вероніка родом з Кам'янки, подружжя має 2-х дітей — сини 2006 і 2009 р.н.
Активний учасником Революції Гідності; на фронт пішов добровольцем з Майдану.
У часі війни — командир спецпідрозділу глибокої розвідки «Холодний Яр».

## Подробиці загибелі
Під час збору групи розвідки, до котрої входив Євген, близько 5-ї години ранку до комендатури у місті Щастя прибули два авто під українським прапором. За словами прибулих, в багажнику одного з автомобілів знаходився полонений терорист. Його пропустили до середини, інше авто залишилось біля воріт. Прибулі хотіли потрапити у комендатуру нібито для допиту, але «Чех» заборонив, після чого виникла словесна суперечка. Євгеній було зібрався одягнути «розгрузку» та передав свій автомат товаришу, коли прибулі вистрелили в нього з автоматичної зброї. Унаслідок цього отримав три кулі — у живіт, груди і смертельну — в аорту.

## Нагороди
26 лютого 2015 року за особисту мужність і героїзм, виявлені у захисті державного суверенітету та територіальної цілісності України, вірність військовій присязі під час російсько-української війни, відзначений — нагороджений орденом «За мужність III ступеня» (посмертно).
- Почесна відзнака «За заслуги перед Черкащиною» (2014, посмертно)[2]
- Особливе Відзначення «Залізний хрест» (2014, посмертно)[3]

## Вшанування пам'яті
7 липня 2016 року у місті Щастя на Луганщині урочисто відкрили меморіальну дошку на честь снайпера добровольчого батальйону «Айдар» Євгена Войцеховського. Вона встановлена на стіні колишньої школи міліції, де загинув боєць.
У Смілі існують вулиця та провулок Євгена Войцехівського.